# R.E.D.
R.E.D., acrônimo de Realizing Every Dreams, (em português:  Realize Todos os seus Sonhos) é o quinto álbum de estúdio da cantor americano Ne-Yo, lançado em 6 de novembro de 2012. O álbum contém músicas de diferentes estilos musicais, combinando R&B, pop e dance-pop. Neste álbum, Ne-Yo reuniu vários parceiros, bem como Stargate e Harmony Samuels.

## Singles
Em 14 de maio de 2012, "Lazy Love" foi lançada na rádio US Urbain em 29 de maio de 2012. Em 12 de junho, a música foi disponibilizada em sites de download legais para os Estados Unidos, e seu videoclipe foi criado em 11 de junho de 2012. Esta canção alcançou a posição de número 29, entrando na parada US Billboard Hot R&B/Hip Hop Songs. O segundo single do álbum é "Let Me Love You", que foi lançado pela mídia em 9 julho de 2012, e que no dia seguinte, subiu nas paradas de download na Austrália, Europa e Reino Unido, tendo seu lançamento oficial nos Estados Unidos em 31 de julho de 2012, onde, em uma semana depois, já tocava bastante em todas as rádios americanas.

## Faixas
- 1. " Cracks in Mr. Perfect"
- 2. "Lazy Love"
- 3. "Let Me Love You (Until You Learn to Love Yourself)"
- 4. "Miss Right"
- 5. "Jealous"
- 6. "Don't Make Em Like You" (com Wiz Khalifa)
- 7. "Be the One"
- 8. "Stress Reliever"
- 9. "She Is" (com Tim McGraw)
- 10. " Carry On (Her Letter to Him)"
- 11. "Forever Now"
- 12. " Shut Me Down"
- 13. " Unconditional

## Desempenho nas paradas
| Parada (2012)                   | Melhor posição |
| ------------------------------- | -------------- |
| Australian Albums Chart         | 37             |
| Belgian Albums Chart (Flanders) | 39             |
| Belgium Albums Chart (Wallonia) | 76             |
| Canadian Albums Chart           | 24             |
| Dutch Albums Chart              | 34             |
| French Albums Chart             | 51             |
| German Albums Chart             | 83             |
| Italian Albums Chart            | 46             |
| Japanese Oricon Album Chart     | 6              |
| Swiss Albums Charts             | 40             |
| UK Albums Chart                 | 17             |
| UK R&B Albums Chart             | 2              |
| US Billboard 200                | 4              |
| US Billboard R&B/Hip-Hop Albums | 1              |

### Paradas de fim de ano
| Parada (2012)                   | Posição |
| ------------------------------- | ------- |
| US Billboard R&B/Hip-Hop Albums | 74      |

## Histórico de lançamento
| Região         | Data                  | Formato          | Gravadora             | Catálogo |
| -------------- | --------------------- | ---------------- | --------------------- | -------- |
| Japão          | 31 de Outubro de 2012 | Standard edition | Universal Music Japão | UICT9017 |
| Japão          | 31 de Outubro de 2012 | Deluxe edition   | Universal Music Japão | UICT1066 |
| Alemanha       | 2 de Novembro de 2012 | Standard edition | Universal Music Group | —        |
| Alemanha       | 2 de Novembro de 2012 | Deluxe edition   | Universal Music Group | —        |
| Reino Unido    | 5 de Novembro de 2012 | Standard edition | Mercury Records       | —        |
| Reino Unido    | 5 de Novembro de 2012 | Deluxe edition   | Mercury Records       | —        |
| Estados Unidos | 6 de Novembro de 2012 | Standard edition | Motown Records        | —        |
| Estados Unidos | 6 de Novembro de 2012 | Deluxe edition   | Motown Records        | —        |